# Schanfigger Höhenweg

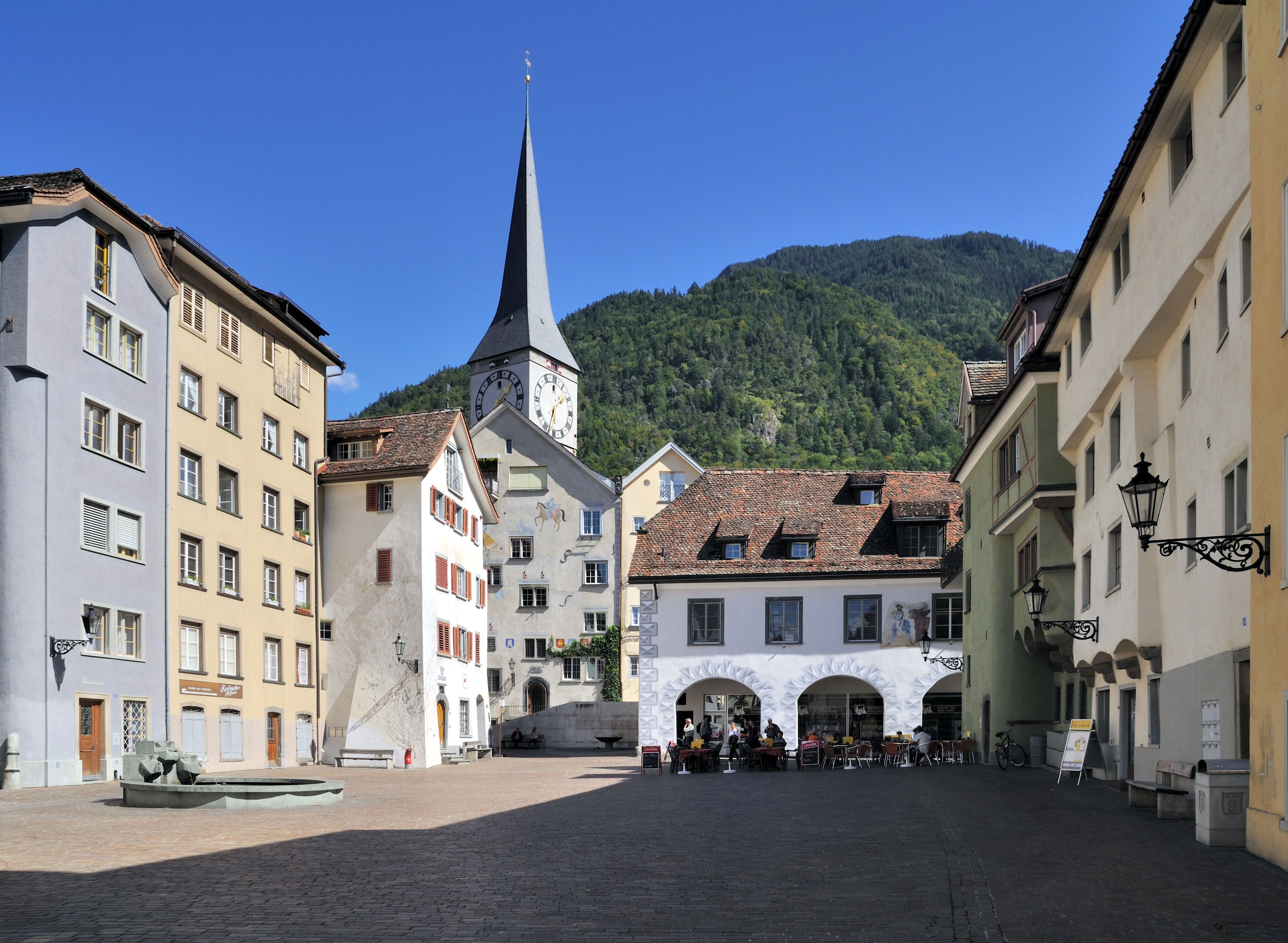
Chur mit Arcas und Martinskirche: Start und Ziel des Schanfigger Höhenwegs

Der Schanfigger Höhenweg (Nr. 682) ist Teil des Bündner Weitwanderwegenetzes. Der 2002 eröffnete Höhenweg verläuft nach einer Erweiterung 2011/2012 als Rundwanderweg von Chur via Tschiertschen nach Arosa und von dort den nordöstlichen Aroser Dolomiten entlang über Medergen, Sapün, Fondei und das Hochwanggebiet zurück nach Chur. Er hat eine Gesamtlänge von rund 70 km und erfasst sowohl die linke wie auch die rechte Talseite des Schanfigg. Seit dem Sommer 2021 besteht mit dem Dörferweg Schanfigg ein weiterer Weitwanderweg in der Region, der jedoch in tieferer Höhenlage die Schanfigger Ortschaften direkt miteinander verbindet. 

## Streckenbeschrieb
Die Wanderzeit für die gesamte Strecke beträgt rund 22.5 Std., in der Gegenrichtung etwa eine Viertelstunde weniger. Es bestehen nach jeder Tagesetappe Übernachtungsmöglichkeiten. Weiter hat der Wanderer stets die Option zum Abstieg ins Tal beziehungsweise zur Rückreise nach Chur oder Arosa mittels öffentlichem Verkehr. Beide Wanderrichtungen sind möglich und gleichermassen empfehlenswert. Es existieren ein Wanderführer sowie zugehöriges Kartenmaterial im Massstab 1:25'000.
Der Höhenweg gliedert sich bei einer durchschnittlichen Höhenlage von 2000 m ü. M. in sechs Grossetappen:

### 1. Etappe: Chur – Tschiertschen

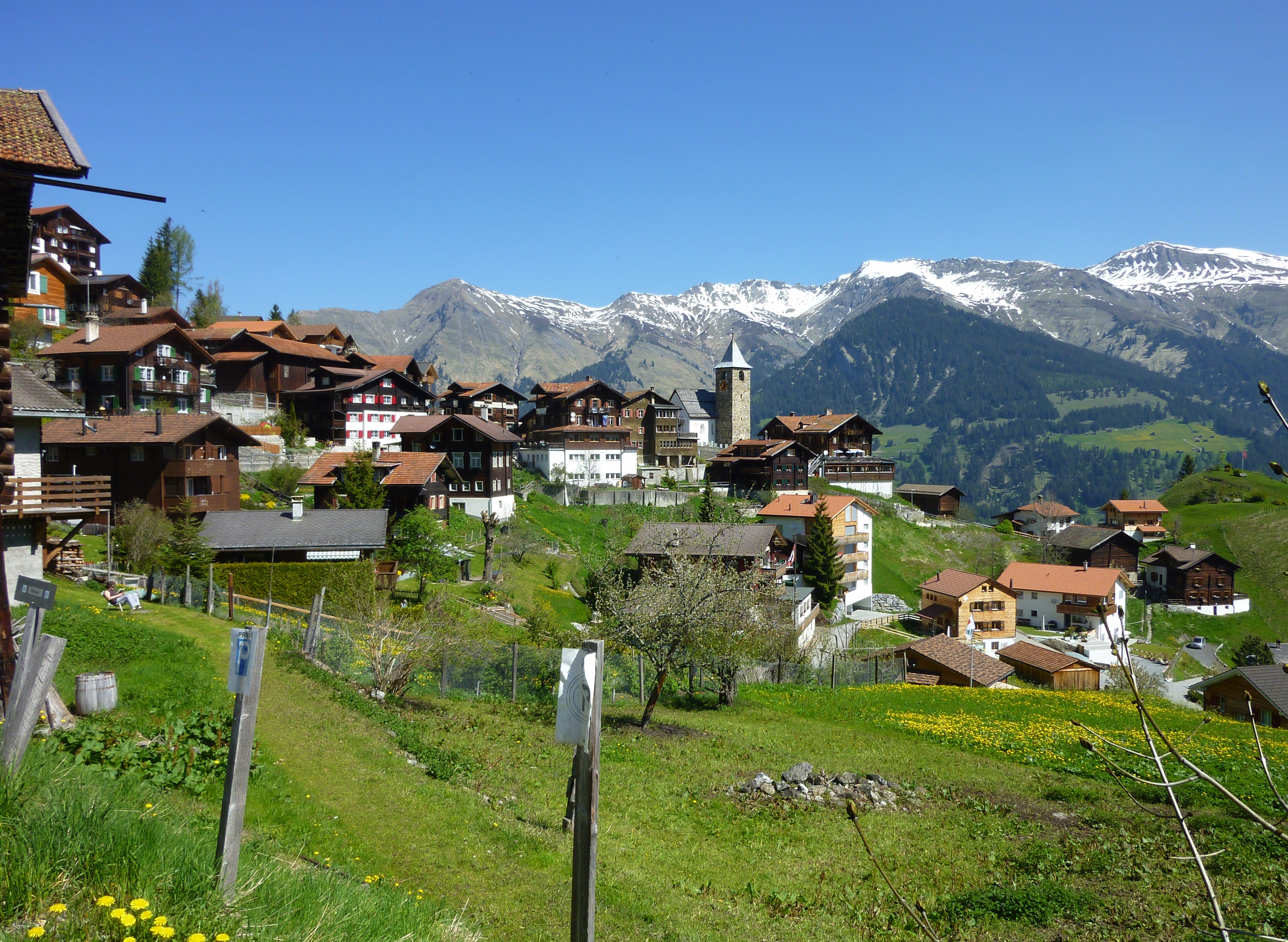
Tschiertschen mit Blick Richtung Montalin-Hochwang

- Ausgangspunkt: Bahnhof Chur (585 m)
- Route: Meiersboden – Passugg – Ober Grida – Ricaldei – Usser Praden – Sagentobel – Inner Praden – Tschiertschen
- Schwierigkeit: T2
- Distanz: 8 km
- Höchster Punkt: Tschiertschen (1343 m)
- Höhendifferenz netto: 758 m
- Zeitaufwand nach BAW: 3.25 Std., Gegenrichtung 2.5 Std.
- Charakteristik: Wanderung durch alpine Wälder und über Felder
- Verpflegung und Unterkunft: Restaurants in Praden und Tschiertschen; Hotels, Pensionen sowie Einkaufsmöglichkeiten in Chur und Tschiertschen
- Besonderes: Forst- und Alpwege erleichtern den Anstieg. Bei Hochwasser erhöhte Vorsicht beim Queren des Steinbachtobels
- Sehenswürdigkeiten: Füxliweg und Säge von 1920 in Tschiertschen

### 2. Etappe: Tschiertschen – Arosa

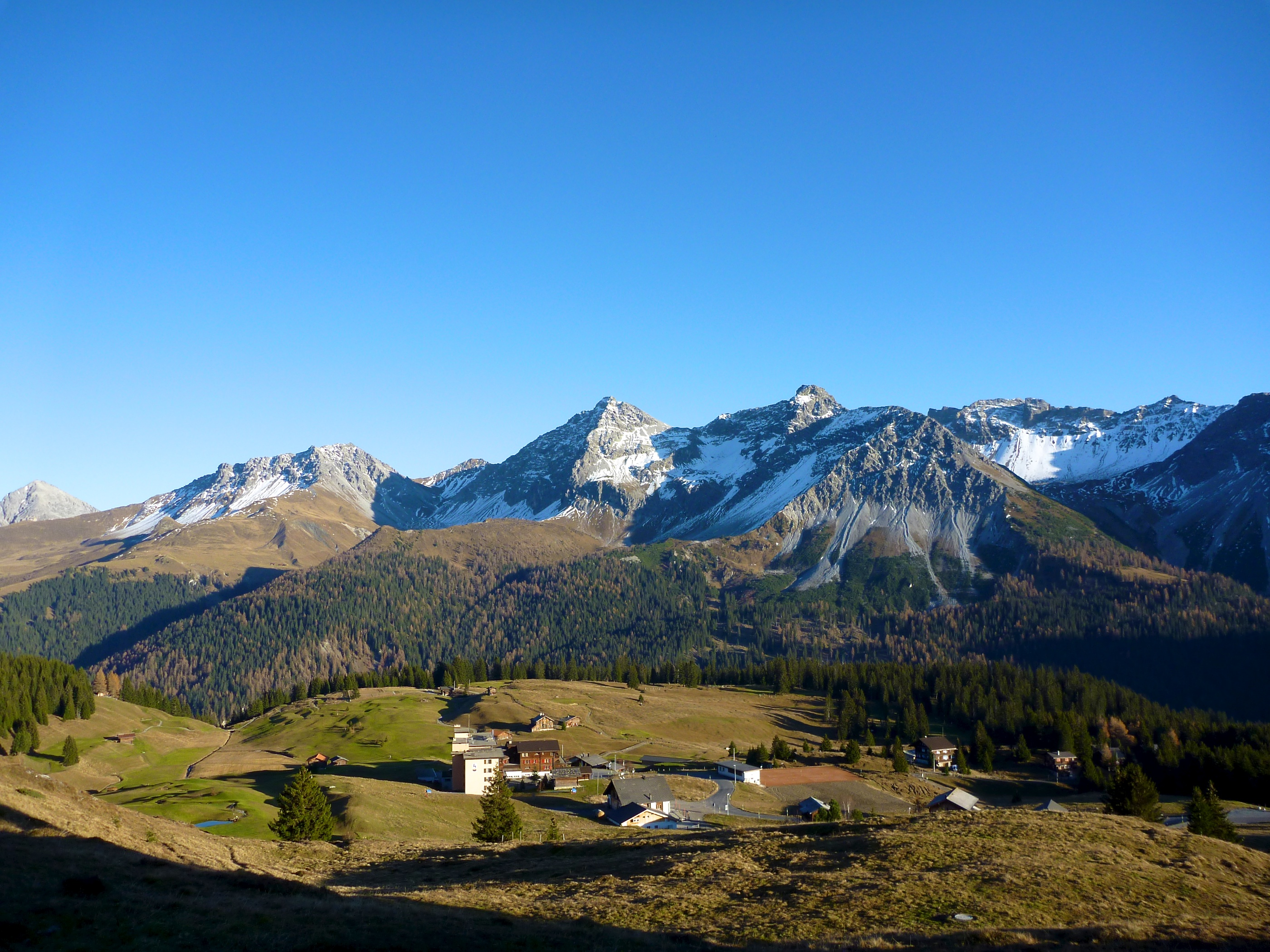
Hochplateau Maran vor den Aroser Dolomiten

- Ausgangspunkt: Kirche Tschiertschen (1343 m)
- Route: Clüs – Löser – Ochsenalp – Rot Tritt – Prätschalp – Maran – Arosa (Bahnhof)
- Schwierigkeit: T2
- Distanz: 14 km
- Höchster Punkt: Rot Tritt (2006 m)
- Höhendifferenz netto: 396 m (brutto einiges mehr)
- Zeitaufwand nach BAW: 4.25 Std., Gegenrichtung 3.7 Std.
- Charakteristik: Bergwanderung mit Panoramablick
- Verpflegung und Unterkunft: Hotels, Pensionen sowie Einkaufsmöglichkeit in Tschiertschen; Alpwirtschaft Ochsenalp (sommers); Einkaufsmöglichkeiten, Restaurants, Hotels und Pensionen in Arosa
- Besonderes: Forst- und Alpwege erleichtern den Anstieg
- Sehenswürdigkeiten: Bergkirchli und Schanfigger Heimatmuseum in Arosa

### 3. Etappe: Arosa – Sapün Jatz

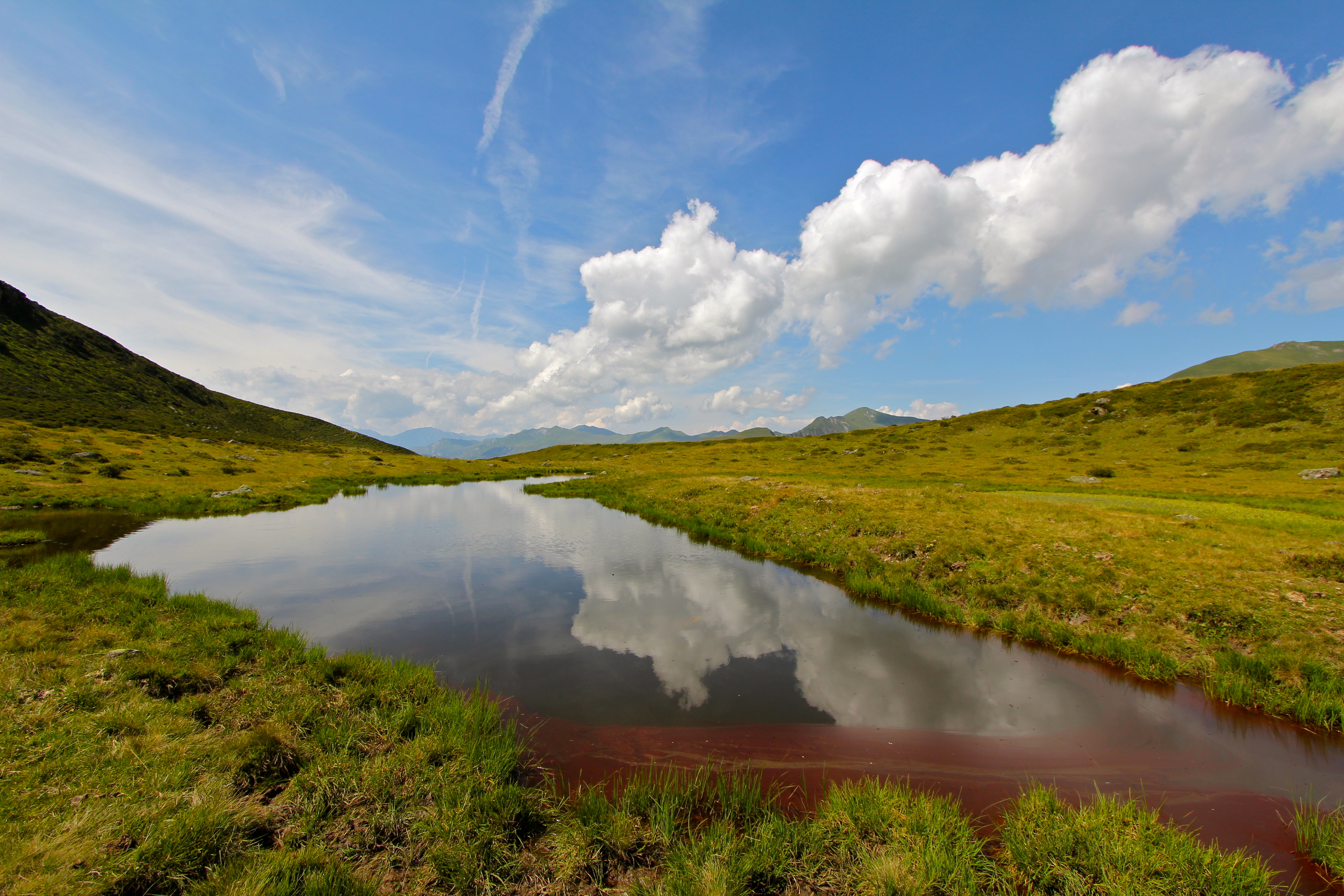
Seebjiboden beim Abzweiger Chüpfer Tälli/Tritt-Latschüelfurgga

- Ausgangspunkt: Obersee Arosa (1734 m)
- Route: Untersee – Stausee Isel – Furggaalp – Grünsee (Variante) – Tieja – Medergen – Seebjiboden – Berghaus Heimeli (Sapün Jatz)
- Schwierigkeit: T2
- Distanz: 11 km
- Höchster Punkt: Wangegg beim Seebjiboden (2083 m)
- Höhendifferenz netto: 97 m (brutto erheblich mehr)
- Zeitaufwand nach BAW: 3.25 Std., Gegenrichtung 3.42 Std.
- Charakteristik: Abwechslungsreicher Fussmarsch mit Aussichtspunkten
- Verpflegung und Unterkunft: Hotels, Pensionen sowie Einkaufsmöglichkeit in Arosa; Bergrestaurant Alpenrose in Medergen (sommers); Berggasthaus Heimeli (Übernachtungsmöglichkeit); Einkaufsmöglichkeit, Restaurants, Hotels und Pensionen in Langwies
- Besonderes: Leichte Bergwanderung auf guten Alp- und Bergwegen. Die Variante via Tritt-Latschüelfurgga-Strelapass-Sapün erfordert Trittsicherheit (T3)
- Sehenswürdigkeiten: Alte Walsersiedlungen Medergen und Sapün Dörfji

### 4. Etappe: Sapün Jatz – Fondei Strassberg

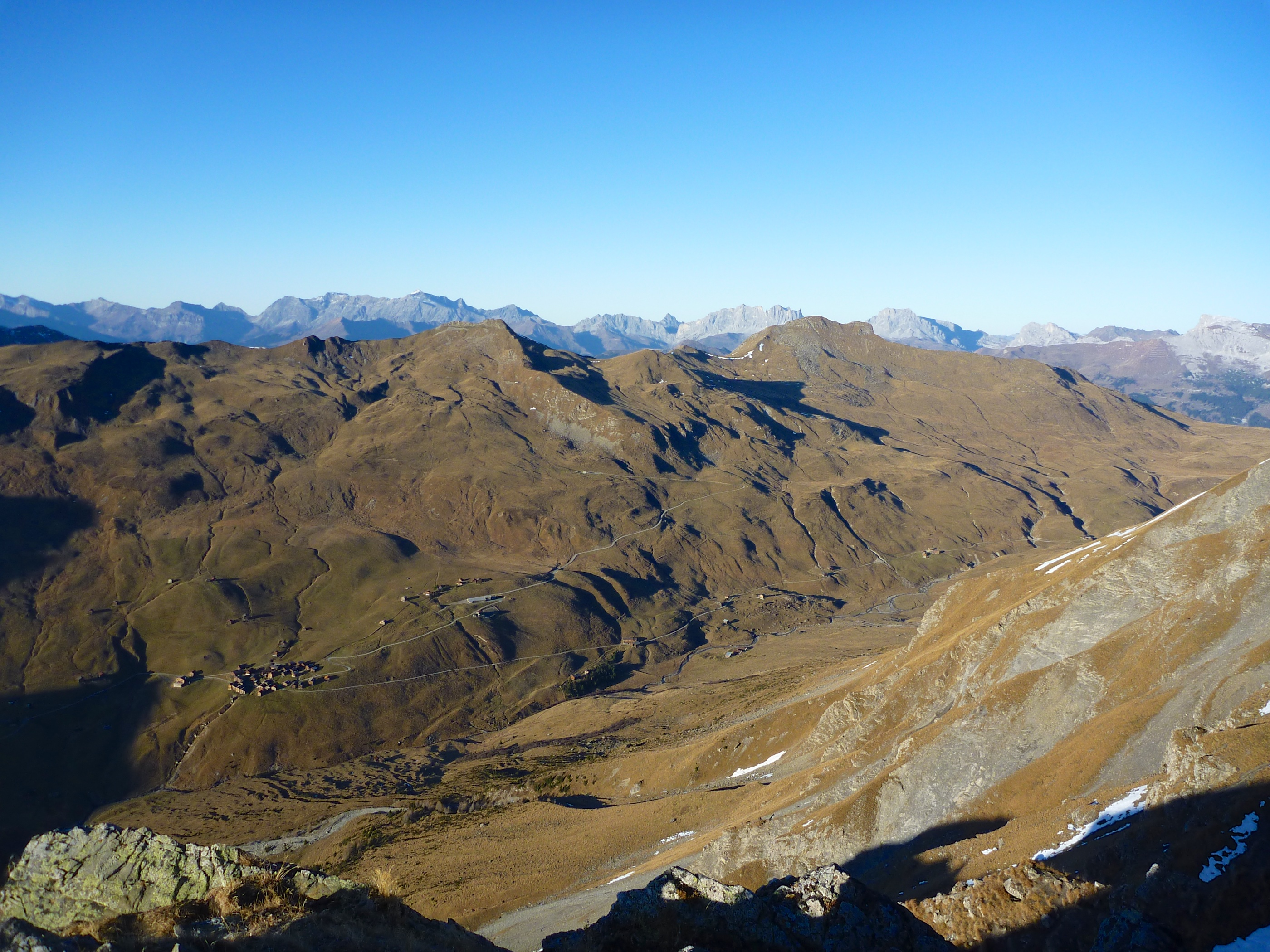
Fondei mit Strassberg (links) und Durannapass (rechts)

- Ausgangspunkt: Berghaus Heimeli (Sapün Jatz) (1831 m)
- Route: Strelapass – Felsenweg/Hauptertälli – Weissfluhjoch – Casannapass – Grünsee Duranna – Durannapass – Reckholdern – Strassberg
- Schwierigkeit: T3
- Distanz: 12 km
- Höchster Punkt: Wasserscheidi beim Weissfluhjoch (2629 m)
- Höhendifferenz netto: 88 m (brutto erheblich mehr)
- Zeitaufwand nach BAW: 4.5 Std., Gegenrichtung 4.35 Std.
- Charakteristik: Anspruchsvolle Bergtour über Gipfel und durch grüne Tallandschaften
- Verpflegung und Unterkunft: Berggasthaus Heimeli (Übernachtungsmöglichkeit); Bergrestaurant Strelapass (sommers); Bergrestaurant Weissfluhjoch, Berggasthäuser Strassberg und Casanna (Übernachtungsmöglichkeiten); Einkaufsmöglichkeit, Restaurants, Hotels und Pensionen in Langwies. Das frühere Duranna Beizli ist geschlossen
- Besonderes: Bergwandererfahrung erforderlich. Die Variante via Tritt-Strelapass-Sapün erfordert Trittsicherheit und gute Verhältnisse. Auf Schneefeldern oder bei Nebel im Bereich der Wasserscheidi zwischen Totalp und Obersäsställi erfordert der Auf- und Abstieg Vorsicht. Vom Weissfluhjoch kann notfalls mit der Parsennbahn nach Davos abgestiegen werden
- Sehenswürdigkeiten: Grünsee, Moorlandschaft Innerfondei und Walsersiedlung Strassberg mit alter Sennerei (Schaukäsen)

### 5. Etappe: Fondei Strassberg – Skihaus Hochwang

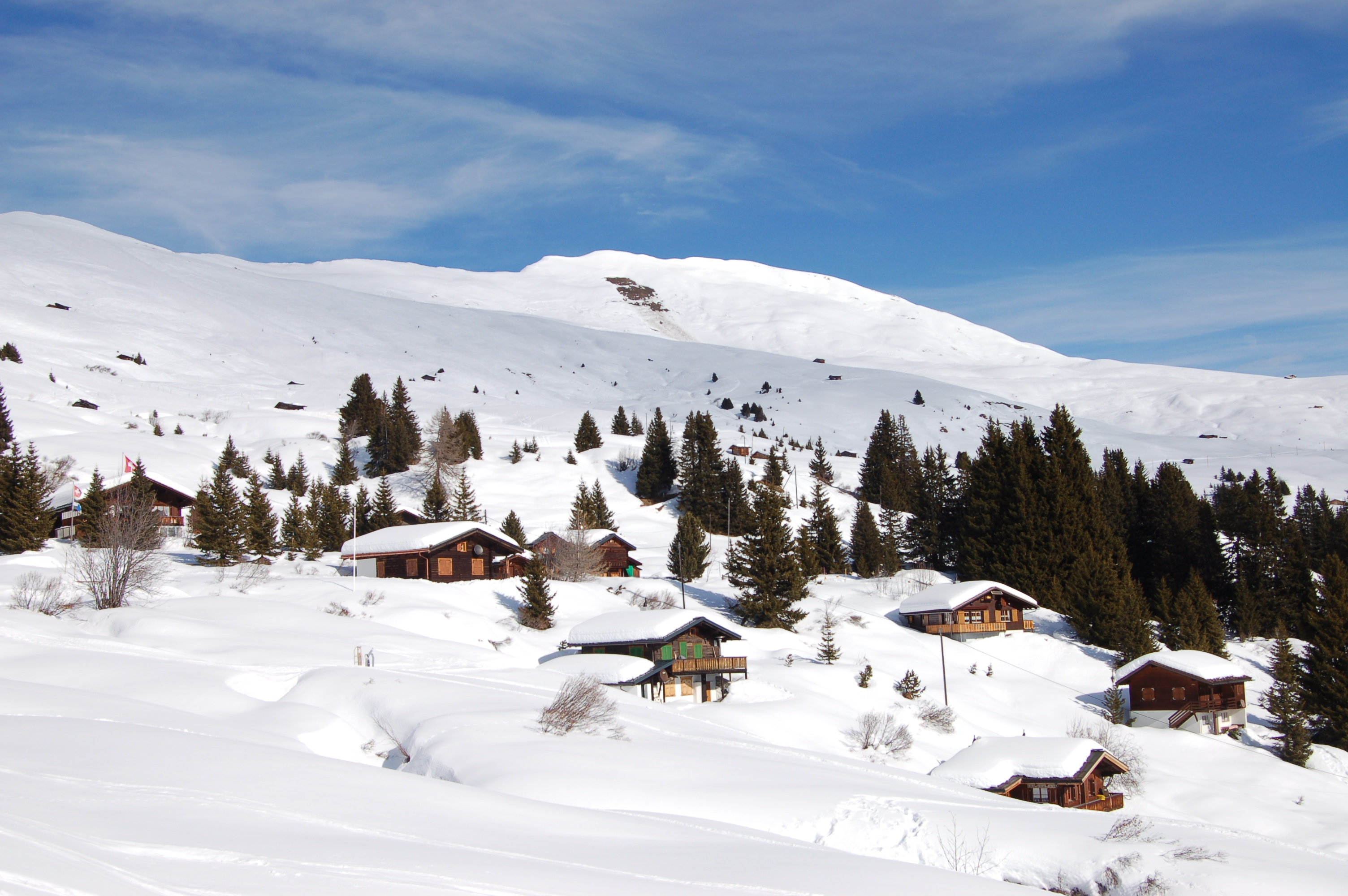
Ferienhäuser am Schanfigger Höhenweg (Triemel), rechts oberhalb der Fichten das Skihaus Hochwang

- Ausgangspunkt: Strassberg (1919 m)
- Route: Blackter Fürggli – Tamial – Ried – Skihaus Hochwang
- Schwierigkeit: T2
- Distanz: 9 km
- Höchster Punkt: Blackter Fürggli (2141 m)
- Höhendifferenz netto: 39 m (brutto einiges mehr)
- Zeitaufwand nach BAW: 2.5 Std., Gegenrichtung 2.35 Std.
- Charakteristik: Höhenwanderung durch Moorlandschaften, im Wechsel von Trocken- und Feuchtgebieten
- Verpflegung und Unterkunft: Berggasthäuser Strassberg und Casanna (Übernachtungsmöglichkeiten); Skihaus Pirigen (Variante); Skihaus Hochwang; Einkaufsmöglichkeit, Restaurants, Hotels und Pensionen in Langwies und St. Peter-Pagig
- Besonderes: Leichte Bergwanderung auf gut gekennzeichneten Bergwegen mit wenig Höhendifferenz
- Sehenswürdigkeiten: Aussichtspunkt Seta beim Blackter Fürggli, holzbefeuertes Jacuzzi beim Skihaus Hochwang

### 6. Etappe: Skihaus Hochwang – Chur

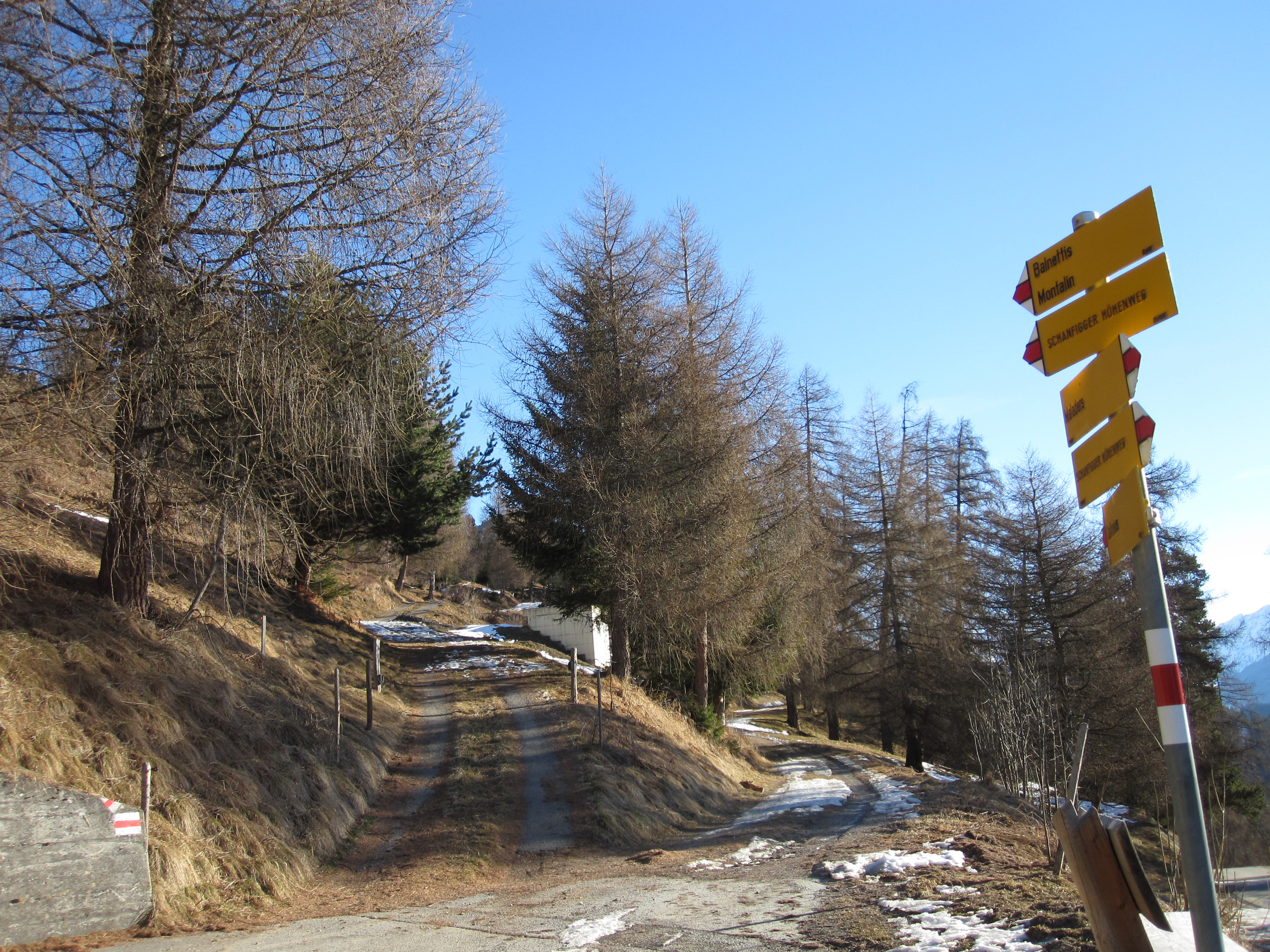
Schanfigger Höhenweg oberhalb Sax, nordöstlich von Maladers

- Ausgangspunkt: Skihaus Hochwang (1958 m)
- Route: Triemel – Bargun – Lafet – Hütte – Balnettis – Stoggwald – Maladerser Maiensäss – Maladers – Hof – Bahnhof Chur
- Schwierigkeit: T3
- Distanz: 15 km
- Höchster Punkt: Skihaus Hochwang (1958 m)
- Höhendifferenz netto: 1373 m (brutto etwas mehr)
- Zeitaufwand nach BAW: 4.75 Std., Gegenrichtung 6 Std.
- Charakteristik: Durch Alpenflora, Tobel und Bergwälder nach Chur
- Verpflegung und Unterkunft: Skihaus Hochwang; Einkaufsmöglichkeit, Restaurants, Hotels und Pensionen in St. Peter-Pagig und Chur
- Besonderes: Langer und steiler Abstieg von Hütte nach Chur. Bergwandererfahrung und gute Kondition erforderlich. Bei Hochwasser Vorsicht beim Queren der Tobel
- Sehenswürdigkeiten: Maiensässe Lafet und Balnettis, Churer Altstadt mit Hof und römischen Siedlungsresten („älteste Stadt der Schweiz“)

## Touristische Angebote
Bezüglich Unterkunft und Verpflegung sind sowohl für den gesamten Höhenweg wie auch Teilabschnitte davon Pauschalangebote buchbar.
Der im Juli 2012 erstmals veranstaltete Gebirgslauf Swiss Irontrail führte ab 2014 kurzzeitig vom Urdenfürggli-Hörnlihütte via Carmenna-Weisshorn nach Arosa und von dort über den Schanfigger Höhenweg nach Medergen-Sapün-Strelapass bis Davos.